# لنيج أو إس
نظام تشغيل لِنيَج أو لِنيَج أو إس (بالإنجليزية: LineageOS)‏ هو نظام تشغيل حر ومفتوح المصدر لأجهزة الاستقبال التلفزيوني، والهواتف الذكية وأجهزة الكمبيوتر اللوحي، يعتبر خلفاً لنظام سيانوجين مود على منصة الهواتف الذكية العاملة بنظام أندرويد. تفرَّع عنه في ديسمبر 2016 عندما أعلنت شركة سيانوجين توقفها عن التطوير وإغلاق البنى التحتية للمشروع. ولأن شركة سيانوجين احتفظت بالحق في اسم سيانوجين، أعاد المشروع تسمية العلامة التجارية الخاصة به باسم نظام لِنيَج.
أُطلق نظام لِنيَج رسميًا في 24 ديسمبر 2016، ووفر شفرة المصدر على موقع غيت هاب. بلغت تطويرات نظام لِنيَج لتغطي الآن أكثر من 109 طراز للهاتف  بأكثر من 2.8 مليون تثبيت نشط. كما ضاعفت قاعدة مستخدميها في شهرين من فبراير إلى مارس 2017.

## خلفية
سيانوجين مود (غالباً ما يختصر "CM") نظام تشغيل مفتوح المصدر الأكثر شعبية للهواتف الذكية وأجهزة الكمبيوتر اللوحي، الموجة لمنصة هواتف أندرويد. على الرغم من أن مجموعة قليلة فقط من إجمالي مستخدمي سيانوجين مود اختاروا الإبلاغ عن استخدامهم للنظام، إلا أن بعض التقارير أشارت بأنه اعتبارًا من 23 مارس 2015 هناك أكثر من 50 مليون شخص يستخدمون سيانوجين مود على هواتفهم. كما تم استخدامه بشكل متكرر كنقطة انطلاق من قبل مطوري الأنظمة الأخرى.
في عام 2013، حصل المؤسس، ستيف كونديك، على تمويل مشروع تحت اسم شركة سيانوجين. للسماح بتسويق المشروع. في رأيه، لم تستفد الشركة من نجاح المشروع وفي عام 2016 إما أنه غادر أو أجبر على الخروج  كجزء من إعادة هيكلة الشركات التي تنطوي على تغيير الرئيس التنفيذي، وإغلاق المكاتب والمشاريع، ووقف الخدمات. كون الشفرة نفسها مفتوحة المصدر وشائعة، انشقت بسرعة تحت الاسم الجديد نظام لِنيَج وبدأت الجهود لاستئناف التطوير كمشروع مجتمعي.
عرضت سيانوجين مود عددًا من الميزات والخيارات الغير متوفرة في النظام الرسمي التي وزعها معظم بائعي الأجهزة المحمولة. تضمنت الميزات التي يدعمها سيانوجين مود كدعم السمات الأصلية، ودعم ترميز الصوت FLAC، وقائمة كبيرة باسم نقطة الوصول وحماية الخصوصية (تطبيق إدارة الأذونات لكل تطبيق)، ودعم الربط عبر واجهات مشتركة، وميزة رفع تردد وحدة المعالجة المركزية وتحسينات أخرى في الأداء، والوصول للجذر والأزرار اللمسية وغيرها من «تعديلات الكمبيوتر اللوحي» والتبديل في القائمة المنسدلة للإشعارات (مثل واي-فاي وبلوتوث وGPS) وغيرها من التحسينات على الواجهة. سيتم دمج العديد من الميزات من سيانوجين مود لاحقًا في قاعدة أكواد أندرويد الرسمية. وفقًا لمطوري النظام لم يحتوي سيانوجين مود على برامج تجسس أو تطبيقات كبيرة. وقد قيل أن سيانوجين مود أكثر سرعة وموثوقية مقارنة بالأنظمة الرسمية.

## التطوير
على غرار سيانوجين مود، تم تطوير المشروع من قبل العديد من مشرفي الأجهزة الخاصة ويستخدم Gerrit لمراجعة الأكواد. كما احتفظ أيضًا بتنسيق الإصدارات القديمة (على سبيل المثال، أندرويد نوغا هو لِنيَج 14.1).
قبل الإطلاق الرسمي لنظام لِنيَج، كان العديد من المطورين من XDA قد قاموا بالفعل بتطوير إصدارات غير رسمية من نظام لِنيَج اعتمادًا على المصدر البرمجي.
- في 22 يناير 2017، تم إطلاق أول إصدار رسمي للبنية 14.1 و13.0، بعد الإعلان الرسمي عنه في مدونة XDA.[19]
- في 11 فبراير 2018، تم إيقاف إصدار أنظمة 13.0، [20] بينما الكود المصدري لا يزال متاحًا ولا تزال التحديثات الأمنية مقبولة في Gerrit.
- في 26 فبراير 2018، بدأ نشر أول إصدار رسمي من 15.1 على بضعة أجهزة،[21] كما لا زالت التحديثات تُصدر للإصدار رقم 14.1 من نظام التشغيل لِنيَج دون تطوير الميزات.[22]
- في 24 فبراير 2019، تم إيقاف الإصدارات 14.1 وجعل بنيات 15.1 أسبوعية.
- في 1 مارس 2019، بدأ أول إصدار رسمي من 16.0، بعد الإعلان عنه. لا يزال الفرع 15.1 نشطًا وقيد التطوير، ولكن بدون تقدم بالميزات.
- في 28 فبراير 2020، تم إيقاف إصدارات 15.1 استعدادًا لإصدار 17.1.
- في 1 أبريل 2020، بدأ أول بنيات 17.1، بعد الإعلان الرسمي عنه. وجعل إصدارات 16.0 أسبوعية بينما لا يزال الفرع قيد التطوير، ولكن بدون تقدم بالميزات.
- في 1 أبريل 2021، تم توفير أول بنية 18.1، بعد الإعلان الرسمي. لا يزال فرع 17.1 قيد التطوير النشط ولكن بدون ميزات متقدمة.

يتم توقيع جميع الإصدارات التي تم إصدارها باستخدام مفاتيح نظام لِنيَج الخاصة.
كانت البنيات تصدر أسبوعيًا حتى 12 نوفمبر 2018، حيث تغير دورة الإصدار للأجهزة: فيتم إنشاء أحدث فرع لنظام لِنيَج يوميًا، وتتلقى الأجهزة تحديث هوائي «كل ليلة»، بينما يتم نقل الأجهزة الموجودة في الفرع القديم إلى دورة الإصدار الأسبوعية.

## تاريخ النسخ
| رقم الإصدار                                                     | نسخة أندرويد                | تاريخ إصدار أول بنية | تاريخ آخر إصدار للبنية | الدعم     | مراجع         |
| --------------------------------------------------------------- | --------------------------- | -------------------- | ---------------------- | --------- | ------------- |
| 13.0                                                            | أندرويد 6.0.1 (مارشميلو)    | 22 يناير 2017        | 11 فبراير 2018         | غير مدعوم | [ 24 ]        |
| 14.1                                                            | أندرويد 7.1.2 (نوجا)        | 22 يناير 2017        | 24 فبراير 2019         | غير مدعوم | [ 25 ]        |
| 15.1                                                            | أندرويد 8.1.0 (أوريو)       | 26 فبراير 2018       | 28 فبراير 2020         | غير مدعوم | [ 26 ] [ 27 ] |
| 16.0                                                            | أندرويد 9 (أندرويد الفطيرة) | 1 مارس 2019          | 16 فبراير 2021         | غير مدعوم | [ 28 ] [ 29 ] |
| 17.1                                                            | 10 (كوينس تارت)             | 1 أبريل 2020         | 16 فبراير 2022         | غير مدعوم | [ 30 ] [ 31 ] |
| 18.1                                                            | 11 (ريد فيلفيت كيك)         | 1 أبريل 2021         | (الحالي)               | مدعوم     | [ 32 ]        |
| 19.1                                                            | 12.1 (سنو كون)              | 26 أبريل 2022        | (الحالي)               | مدعوم     | [ 33 ]        |
| 20                                                              | 13 (تيراميسو)               | 31 ديسمبر 2022       | (الحالي)               | مدعوم     | [ 34 ]        |
| تنويه:غير مدعومإصدار قديم، ما يزال مدعومأحدث إصدارإصدار مستقبلي |                             |                      |                        |           |               |

## التطبيقات المثبتة مسبقًا
يتضمن نظام لِنيَج العديد من التطبيقات الأساسية والمفيدة، كما أنه مثل سابقه سيانوجين مود، فهو لا يتضمن التطبيقات الكبيرة التي غالبًا ما تكون مثبتة مسبقًا من قبل الشركة المصنعة للهاتف أو شبكة الجوال.
- AudioFX - محسن صوت مع الإعدادات المسبقة لتغيير تجربة الاستماع.
- المستعرض - مستعرض خفيف الحجم يعتمد على System Webview، للأجهزة الضعيفة، معروف أيضًا باسم Jelly.
- الحاسبة - التي تشبه الحاسبة الرباعية الوظائف وتقدم بعض الوظائف المتقدمة.
- التقويم - وظائف التقويم مع طرق عرض اليوم أو الأسبوع أو الشهر أو السنة أو جدول الأعمال.
- الكاميرا - تعتمد على مواصفات الجهاز. تسمح بالتقاط الفيديو أو الصور، بما في ذلك الصور البانورامية. ويمكن أيضا أن تستخدم لقراءة رموز الاستجابة السريعة. يُعرف هذا التطبيق أيضًا باسم Snap.
- الساعة - تحتوي على ساعة عالمية ومؤقت عد تنازلي وساعة توقيت ومنبه.
- جهات الاتصال - دليل هاتف للأرقام وعناوين البريد الإلكتروني.
- cLock - تطبيق مصغر لحالة الطقس.
- البريد الإلكتروني - عميل بريد إلكتروني يتعامل مع POP3 وIMAP وExchange.
- الملفات - مدير ملفات بسيط لنقل الملفات ونسخها وإعادة تسميتها على وحدة التخزين الداخلية أو بطاقة الذاكرة الخارجية.
- FlipFlap - تطبيق لشنطة الهاتف الذكية، يدعم أجهزة محددة فقط.
- راديو FM - تطبيق للاستماع إلى الراديو FM ، مضمّن في الأجهزة التي بها موالف FM.
- المعرض - تنظيم الصور ومقاطع الفيديو في جدول زمني أو البومات لسهولة المشاهدة.
- المراسلة - لإرسال رسائل نصية قصيرة.
- الموسيقى - مشغل موسيقى بسيط، المعروف أيضًا باسم Eleven.
- الهاتف - لإجراء المكالمات: يتضمن الطلب السريع وبحث عن أرقام هواتف وحظر المكالمات.
- المسجل - مسجل للصوت و/أو للشاشة.
- Trebuchet - مشغل واجهة النظام قابل للتخصيص.
- ترمنال - تطبيق ترمنال بسيط ومعياري.

بالنسبة لتطبيقات جوجل وعلى الرغم من أنه لا يتم تضمين تطبيقات جوجل، بما في ذلك جوجل بلاي وغيرها افتراضيًا بسبب مشاكل قانونية، 
إلا أنه يمكن للمستخدمين تثبيتها عبر حزمة مضغوطة باسم gapps.

## مميزات فريدة
يقدم نظام لِنيَج العديد من الميزات الفريدة التي لا يتضمنها مشروع أندرويد مفتوح المصدر (AOSP) بعض هذه الميزات:

### مميزات للتخصيص
- تغيير إعدادات الأزرار - ضبط الموقع المخصص للأزرار العائمة الموجودة على شريط التنقل، أو إخفاء الأزرار العائمة للأجهزة المزودة بأزرار ضمن الهاتف.
- لوحة إعدادات سريعة مخصصة - تستخدم للتبديل بسهولة بين الإعدادات، وتحتوي على وضع «الكافيين» الذي يمنع الجهاز من السبات، وضع عدم الإزعاج، و«العرض المحيط» و«ADB عبر الشبكة».
- LiveDisplay - يعمل على ضبط درجة حرارة اللون اعتمادًا على الوقت كخفض درجة اللون الأزرق في الليل.
- تخصيص شاشة القفل - يسمح لشاشة القفل بجميع أنواع التخصيصات، بما في ذلك بوستر الوسائط ومعدِّل الموسيقى وعرض الطقس (إذا كان موفّر الطقس مثبتًا)، والنقر المزدوج للإسبات.
- السمات - يقوم بتعيين سمة مظلم أو فاتح وتخصيص ألوان مميزة. يمكن أيضًا إدارة هذه الوظيفة تلقائيًا بواسطة النظام بحسب خلفية الشاشة أو اعتماداً على الوقت (بما يتماشى مع LiveDisplay).
- الملفات الشخصية - التحكم بالإعدادات العامة بناءً على ملف التعريف المحدد (على سبيل المثال، ملف تعريف «العادي» وملف تعريف «العمل»). يمكن تحديد ملف التعريف إما يدويًا أو من خلال استخدام «المشغل». من الإعدادات المسموح بتغييرها نقطة وصول الواي-فاي أو الاتصال بجهاز بلوتوث أو الاتصال قريب المدى.
- أحجام مخصصة للنمط - بالإضافة إلى حجم النمط 3x3 الخاص بأندرويد، هناك مقاس 4x4 و 5x5 و 6x6.

### مميزات الأمان والخصوصية
- تعمية رقم التعريف الشخصي - بالنسبة للمستخدمين الذين يؤمّنون أجهزتهم بواسطة كلمة مرور، يمكن تعمية كلمة المرور في كل مرة يتم فيها قفل الجهاز ليجعل من الصعب على الأشخاص اكتشاف القفل الخاص بك إذا تم التجسس عليك.
- حارس الخصوصية - يسمح للمستخدم بضبط الأذونات الممنوحة لكل تطبيق. بالنسبة لبعض الأذونات، من الممكن تعيين الموافقة اليدوية في كل مرة يتم فيها طلب الإذن. من الممكن أيضًا معرفة عدد المرات التي تستخدم فيها التطبيقات إذنًا معينًا. تم إزالة هذه الميزة في إصدار 17.1 لأجل «مراقب الأذونات» المستندة على ميزة AOSP مخفية.
- تطبيقات محمية - إخفاء تطبيقات محددة بقفل أمان. ويعمل جنبًا إلى جنب مع المشغل Trebuchet. تتم إزالة رمز التطبيق المعني من المشغّل، ويمكن إنشاء «مجلدات آمنة» للوصول بسهولة إلى هذه التطبيقات. يتم استخدام نمط لقفل هذه التطبيقات.
- عدم إظهار بعض «الأرقام الحساسة» (مثل أرقام النساء والأطفال) في سجل المكالمات.[38]
- الثقة - يساعد على الحفاظ على الجهاز آمنًا ويحمي الخصوصية.

### مميزات المطورين ومستخدمي الروت
- حزمة أدوات تطوير برمجيات لِنيَج - مجموعة من واجهات برمجة التطبيقات لمطوري التطبيقات لدمج تطبيقاتهم مع الميزات المخصصة لنظام لِنيَج مثل ملفات تعريف النظام والسمات والطقس.[39]
- وضع الاسترداد للِنيَج - مُسترد مبني على AOSP للأجهزة التي تحتوي على نظام من النوع أ/ب.
- موفّر الطقس - عرض الطقس كتطبيق مصغرة أو على شاشة القفل. لا يتم تضمين هذه الوظيفة بشكل افتراضي؛ حيث يجب تنزيل موفّر الطقس من موقع التنزيلات الخاص بنظام لِنيَج.
- الروت (اختياري) - السماح للتطبيقات بإعطاءها صلاحية الوصول للروت لأداء المهام الاحترافية. يتطلب هذا إما إضافة الروت الخاص بنظام لِنيَج أو تطبيق طرف ثالث مثل Magisk، وكلاهما يجب أن يتم تثبيته من وضع الاسترداد أو "Recovery".
- تسجيل المكالمات، غير متوفر في جميع الدول، بسبب القيود القانونية.

## واجهة الثقة
مع تطور نظام لِنيَج، تم تقديم واجهة الثقة لجميع بنيات نظام لِنيَج 15.1 التي تم إصدارها يوم الأربعاء 12 يونيو 2018.
يمكن العثور على الواجهة للأجهزة المدعومة داخل إعدادات الجهاز ضمن علامة التبويب «الأمان والخصوصية»، حيث تمكن المستخدم من الحصول على نظرة عامة على حالة الأمان وشروحات حول كيفية التصرف للتأكد من أن الجهاز آمن وأن البيانات محمية من التطفل.
بالإضافة إلى ذلك، أثناء تنفيذ أي إجراء على الجهاز، يتم عرض رمز الثقة لإعلام المستخدم بأنه في أمان.

## الأجهزة المدعومة
زاد عدد الأجهزة التي يدعمها نظام لِنيَج بمرور الوقت 157 جهازًا لـ 17.1 و 18.1 اعتبارًا من 1 أبريل 2021. يتم تصنيف البُنيات الرسمية على فروع التطوير المدعومة حاليًا على أنها «ليلية». كما أنتجوا أيضًا تصميمات تجريبية للسماح بإجراء ترقية لنظام سيانوجين مود القديم وتسهيل الانتقال إلى نظام لِنيَج.

## روابط خارجية
- الموقع الرسمي